# Orgoroso
Orgoroso é uma localidade uruguaia  que faz parte do município de Piedras Coloradas, no departamento de Paysandú, a 53km de distância da capital Paysandú, próximo ao Arroyo Sarandí..

## População
Segundo o censo de 2011 a localidade contava com uma população de 1094 habitantes.
| Variação demográfica do município entre 1996 e 2011 |
|                                                     |

## Autoridades
A localidade é subordinada ao município de Piedras Coloradas.

## Esportes
A cidade de Orgoroso possui um clube que joga na Liga de Fútbol de Guichón (afiliada à OFI): o Orgoroso Fútbol Club. .

## Religião
A localidade possui uma capela "Nossa Senhora das Mercês", subordinada à paróquia "Maria Auxiliadora" (cidade de Guichón), pertencente à Diocese de Salto)

## Transporte
A localidade possui a seguinte rodovia:
- Ruta 90, que liga Paysandú a cidade de Guichón. [9][10][11]